# Kruhłe (Białoruś)
Kruhłe – miasto na Białorusi, w obwodzie mohylewskim, centrum administracyjne rejonu kruhelskiego, 78 km od Mohylewa. Ok. 7,5 tys. mieszkańców (2010).

## Historia
Miasto magnackie położone było w końcu XVIII wieku w hrabstwie kruhłańskim w powiecie orszańskim województwa witebskiego.
Podczas okupacji hitlerowskiej, w październiku 1941 roku Niemcy utworzyli getto dla żydowskich mieszkańców. Przebywało w nim około 250 osób. 15 czerwca 1942 roku Niemcy zlikwidowali getto, a Żydów zamordowali. Sprawcami zbrodni była 3 kompania I batalionu 691 pułku piechoty 339 Dywizji Piechoty (dowódca kapitan Friedrich Nöll). 